# Nicolao Dumitru
Nicolao Dumitru (Nacka, 12 de Outubro de 1991) é um futebolista italiano, joga atualmente no PAE Veria. Nasceu na Suécia, filho de pai romeno e mãe brasileira, tendo sido criado em Empoli, na Toscana.